# سي دي بروجكت ريد
سي دي بروجكت ريد (بالإنجليزية: CD Projekt RED)‏ هي شركة بولندية متخصصة في ألعاب الفيديو، تأسست عام 2002م ويقع مقرها في وارسو. تقوم الشركة بـ تطوير ونشر ألعاب الفيديو. من أشهر ألعابها ذا ويتشر.

## التاريخ
بعد إطلاق لعبة ذا ويتشر في عام 2007م، كان لدى سي دي بروجكت ريد عدد قليل من المشاريع تحت التطوير. لكن تم إلغاء معظم الألعاب نتيجة المشاكل المالية الضخمة التي واجهتها الشركة خلال الأزمة الاقتصادية بين عامي 2009م و2010م. في فبراير 2008م قامت الشركة الأم «سي دي بروجكت» بالاستحواذ على شركة تطوير ألعاب بولندية تدعى «متروبوليس سوفتوير» والتي تم دمجها لاحقا سي دي بروجكت ريد. خلال ذلك الوقت كانت متروبوليس سوفتوير تعمل على لعبة فيديو من نوع تصويب من منظور الشخص الأول. تم تعليق العمل على اللعبة في عام 2009 بعد الاندماج عندما كانت سي دي بروجكت تعاني من مشاكل مالية.

## ألعابها
- ذا ويتشر 2: أساسنز أوف كينجز
- ذا ويتشر 3: وايلد هانت
- سايبربنك 2077

## روابط خارجية
- سي دي بروجكت ريد على موقع IMDb (الإنجليزية)